# Tervola
Tervola – gmina w Finlandii, położona w północnej części kraju, należąca do regionu Laponia, podregionu Kemi–Tornio.